# Dziatłowicze (rejon łuniniecki)
Dziatłowicze (biał. Дзятлавічы; ros. Дятловичи) – agromiasteczko na Białorusi, w obwodzie brzeskim, w rejonie łuninieckim, w sielsowiecie Dziatłowicze, nad Cną.
Znajdują tu się parafialna cerkiew prawosławna pw. Przemienienia Pańskiego, a także przystanek kolejowy Sad, położony na linii Równe – Baranowicze – Wilno.

## Historia
Dawniej wieś położona była po prawej stronie Cny. Na jej lewym brzegu leżały Futory Dziatłowickie. Obecnie Dziatłowicze rozciągają się po obu stronach rzeki.
Od 1560 do 1855 (z przerwami) działał tu prawosławny monaster Przemienienia Pańskiego w Dziatłowiczach. Obecnie po klasztorze pozostała cerkiew.
W dwudziestoleciu międzywojennym leżały w Polsce, w województwie poleskim, w powiecie łuninieckim, do 18 kwietnia 1928 w gminie Kożangródek, następnie w gminie Łuniniec. Po II wojnie światowej w granicach Związku Sowieckiego. Od 1991 w niepodległej Białorusi.